# Grundvollzug
Als Grundvollzüge bezeichnet die Theologie, die sich in der Kontinuität zur Alten Kirche sieht (v. a. Römisch-Katholische Kirche, Evangelisch-Lutherische Kirchen, Orthodoxe Kirchen), die Hauptaufträge, die den Sinn und Zweck der Kirche als institutionelle Organisation der Gemeinde der christlichen Gläubigen begründen und legitimieren. Sie sind damit Wesensmerkmale der Kirche. Ohne eine Organisation der Gemeinde wäre ihre Ausführung nicht oder nur eingeschränkt möglich.
Die katholische Tradition beschreibt drei Grundvollzüge:
- Zeugnis (altgriechisch μαρτυρία martyría): Zeugnis, Verkündung und Verbreitung des Evangeliums
- Liturgie (λειτουργία leiturgía): Gottesdienst, gemeinsames Gebet, insbesondere Feier der Eucharistie
- Diakonie (διακονία diakonía): Dienst an den Menschen, zum Beispiel die Linderung von Not und Armut in der Welt.

Sie nimmt darin die theologische Tradition des dreifachen Amtes Christi, nämlich seine Sendung als Prophet, Priester und Hirte, auf; an diesen Ämtern haben das ganze Volk Gottes und alle seine Glieder durch Taufe und Firmung Anteil.
Seit dem Zweiten Vatikanischen Konzil wird in der römischen Kirche noch eine vierte Grunddimension der Kirche beschrieben, die Gemeinschaft (lateinisch commúnio/altgriechisch κοινωνία koinonía), in der die christliche Gemeinde ebenfalls ihren Ausdruck findet.